# Lucy Love
Lucy Love, født Lucy Siame, er en zambiansk født dansk rapper, sanger, musiker og multikunstner, der har udgivet 3 albummer og blandt andet spillet to anmelderroste koncerterer på Roskilde Festivalen, samt turneret i store dele af verden. 

## Opvækst
Love er født i Zambia som datter af en engelsk mor og en zambiansk far. Hun er opvokset på Amager, hvor familien flyttede til, da  hun var to år gammel.

## Karriere
Hendes debutalbum Superbillion udkom i starten af 2009, med singlerne "No V.I.P." og "Daddy Was A DJ" som er en hyldest til Lucy Loves far, DJ Ronnie Bass aka Funky Ronnie, og er en farverig beskrivelse af faren som den evige livsnyder og pladevender. Det andet album Kilo kom i 2010, og indeholder singlerne "Poison", "Who You Are" og "Thunder". Lucy Loves tredje album "Desperate Days of Dynamite" udkom i slutningen af 2013, med sange som "Prison", "Take Me Back" og "Colours".
Alle tre albummer har modtaget gode anmeldelser i flere medier, og er producerede af den faste producer Yo Akim.
Lucy Love har sammen med makkerne Yo Akim og Kettil Myrstrand sit eget pladeselskab Superbillion Records, som i 2012 skrev kontrakt med rapperne Linkoban. Hun har også været med til at skabe nogle af Linkobans musikvideoer, scenetøj og covere.
Lucy blev som 19 årig optaget på Det Fynske Kunstakademi, og står selv for sit visuelle udtryk i form af musikvideoer, covere, pressebilleder med mere. Som til afgangprojekt i 2011 opførte hun en hyldet visuel koncert på Magasinet i Odense.
I efteråret 2018 deltog hun i sæson 15 af Vild med dans, hvor hun dansede sammen med den professionelle danser Michael Olesen. Parret endte på en fjerdeplads.

## Hæder
Hun har vundet P3 Guld Eksperimentet og to Danish DeeJay Awards. 

## Diskografi
- Superbillion (2009)
- Kilo (2010)
- Desperate Days of Dynamite (2013)
- Hammerhead (2020)